# Deborah Lee
Deborah Helen Lee (anciennement Scott), surnommée « Deb » (en version française « Debbie »), est un personnage de la série télévisée américaine Les Frères Scott.  

Elle est la mère de Nathan Scott, la grand-mère de James Lucas et Lydia Bob Scott et l'ex-femme de Dan Scott. Elle a également un frère, Cooper Lee.

« Karen, je te considère comme une amie et je sais qu'on ne se connaît que depuis peu de temps, mais tu peux avoir confiance en moi. Moi j'ai confiance en toi et je vais te le prouver en te disant quelque chose que je n'ai jamais dit à qui que ce soit. Mais il faut que ça reste entre nous. J'ai une vie agréable mais ce n'est pas celle que j'aurais voulu avoir. Je suis passée à côté de beaucoup de choses parce que je n'ai pas tenté ma chance. »

— Deborah Scott à Karen (saison 1 épisode 8)

## Saison 1
Au début de la série, Deb vit dans une belle maison avec son mari Dan Scott et leur fils Nathan, qu'ils ont eu en première année d'université. Deb est souvent absente de la maison et c'est donc Dan qui joue un grand rôle dans l'éducation de leur fils. Elle se rend alors compte que Dan met beaucoup de pression sur le dos de Nathan et elle décide alors d'arrêter de travailler pour être plus présente à la maison. Elle se lie également d'amitié avec Karen Roe, la mère du premier fils de Dan, Lucas Scott, et commence à l'aider au Karen's Café. Lorsque Karen décide de partir faire un stage en Italie, c'est Deb qui la remplace alors au café.
Deb se rend alors compte que Dan n'est plus l'homme qu'elle a épousé et demande le divorce. Elle couche ensuite avec Keith Scott, le frère de Dan, qui les surprend. Dan fait par la suite une crise cardiaque alors que Deb entre dans la maison.

## Saison 2
Deb n'est pas satisfaite du mariage de Nathan et d'Haley et tente de les séparer. Elle se reproche aussi de n'avoir pas appelé les secours assez tôt lors de la crise cardiaque de Dan mais désire toujours divorcer. Elle se rend également compte qu'elle a des problèmes de dépendance lorsque son fils a un accident de voiture sur le circuit de course automobile. Elle décide alors de partir en cure de désintoxication. Elle souhaite ensuite refonder une famille avec Nathan, mais sans Dan.

## Saison 3
Deb accepte de soutenir son mari Dan lors de sa campagne municipale, en échange de quoi il accepte de divorcer. Elle lui fait cependant subir de nombreuses crasses et soutient dans son dos sa rivale, Karen Roe. Quand Dan gagne l'élection elle quitte Tree Hill, car elle a peur que Dan ne découvre que c'est elle qui a tenté de le tuer en incendiant sa concession. Elle revient ensuite, après le décès de Keith, afin de soutenir Karen. Dans le dernier épisode, elle avoue à Dan que c'est elle qui a tenté de le tuer.

## Saison 4
Deb prend peur après la révélation qu'elle a faite à Dan et devient rapidement accro aux médicaments. Elle refuse cependant de se faire interner, malgré les conseils de Nathan, Haley et Karen. Nathan lui demande de choisir entre lui et les médicaments et elle décide de choisir ces derniers. Elle décide ensuite de renvoyer Karen du Tric, puisqu'elle en est l'actionnaire majoritaire. Sous la menace de Dan, elle lui rendra ensuite son emploi. Karen tente tout de même de l'aider en l'emmenant voir le match de Nathan, puis la fait interner en cure de désintoxication. Deb s'enfuit puis y retourne, de son plein gré cette fois. Guérie, elle revient vivre dans sa maison avec Nathan et Haley. Quand Karen est à l'hôpital, elle décide de veiller sur elle.

## Saison 5
Quatre ans ont passé à Tree Hill. Deb revient à la fin de la saison, lorsqu'elle est engagée par Haley comme nounou auprès de Jamie. Elle devient alors "Nounou Deb" et une relation complice se lie alors entre le petit-fils et sa grand-mère. En surfant sur le net, elle rencontre un jeune homme qui s'avère être Skills, l'"oncle" de Jamie. Ils sortent ensemble pendant quelque temps.

## Saison 6
Deb et Skills se séparent quand elle comprend que Skills souhaitera un jour fonder une famille, et qu'elle ne veut plus pour sa part avoir d'enfants. Deb se sent coupable de la mort de Keith. En effet, Dan l'a tué car il croyait que c'était lui qui avait tenté de le tuer en mettant le feu à sa concession, alors que c'était en réalité elle la coupable. Dan et elle se disputent à ce sujet mais Dan finit par lui dire qu'elle ne doit pas se sentir coupable, et que c'est lui qui est le responsable. 

## Saison 9
Deborah revient lorsqu'elle apprend que son fils est porté disparu. Elle vient d'abord soutenir Haley chez elle puis elle demande à Dan de tout faire pour retrouver Nathan.
Dans cette saison la relation entre Dan et Deborah est en dégel au vu de la situation. Elle deviendra quasiment amicale lorsque Deb va à l'hôpital pour rendre visite à Dan, mourant. Elle l'embrassa sur la joue au moment où il mourut. 
- Interprété par: Barbara Alyn Woods
- Créé par: Mark Schwahn
- Saison(s): 1-2-3-4-5-6-9
- Première apparition: Saison 1 épisode 4 (Chocs frontaux)